# بيترو دريكسل
بيترو دريكسل هي كاتبة غنائية ومغنية سويسرية، ولدت في 13 مايو 1957 في سانت غالن في سويسرا.

## وصلات خارجية
- بيترو دريكسل على موقع ميوزك برينز (الإنجليزية)
- بيترو دريكسل على موقع ديسكوغز (الإنجليزية)